# ELA-3
ELA-3（Ensemble de Lancement Ariane 3）はフランス領ギアナのギアナ宇宙センターにある発射台とその関連施設。アリアンスペースによって管理され、初の打上げは1996年6月4日のアリアン5である。2010年現在もアリアン5の打上げに使用されている。
敷地面積は21平方キロメートル。